# Palibrio
Palibrio es una editorial independiente para autores hispanos con sede central en Bloomington, Indiana en Estados Unidos. La editorial tiene servicios de publicación y marketing de los libros para públicos hispanos en Estados Unidos, México, España, Puerto Rico, y Canadá.
La editorial es parte de la empresa Author Solutions Incorporated (EN).

## Historia
Fundada en 2010 como una de las ramas de la familia editorial de auto publicación Author Solutions Incorporated, Palibrio se integró en el Grupo propiedad de Pearson PLC, Penguin Books, el pasado julio de 2012.
Después de la fusión con Random House en octubre del 2012 por la cual se creó el grupo Penguin Random House , Palibrio ha pasado actualmente a formar parte de una de las seis principales firmas editoriales del mundo.
El nombre Palibrio proviene del acrónimo de las palabras españolas “palabra” y “libro”.